# Nicolas Boileau
Nicolas Boileau sau Despréaux (n. 1 noiembrie 1636, Paris, Regatul Franței – d. 13 martie 1711, Paris, Regatul Franței) a fost un scriitor francez. Este considerat cel mai mare teoretician al literaturii franceze.
În opera sa, Nicolas Boileau a insistat asupra diferențelor genurilor în poezie, în maniera teoreticienilor antici. De asemenea, el a insistat asupra separării nete a tot ceea ce este tragic de realismul vieții cotidiene.
În scrierea sa Arta poetică Nicolas Boileau-Desprèaux a sintetizat principiile clasicismului, pornind de la anumite norme generale de creație, ilustrate apoi pe genuri și specii literare.

## Note

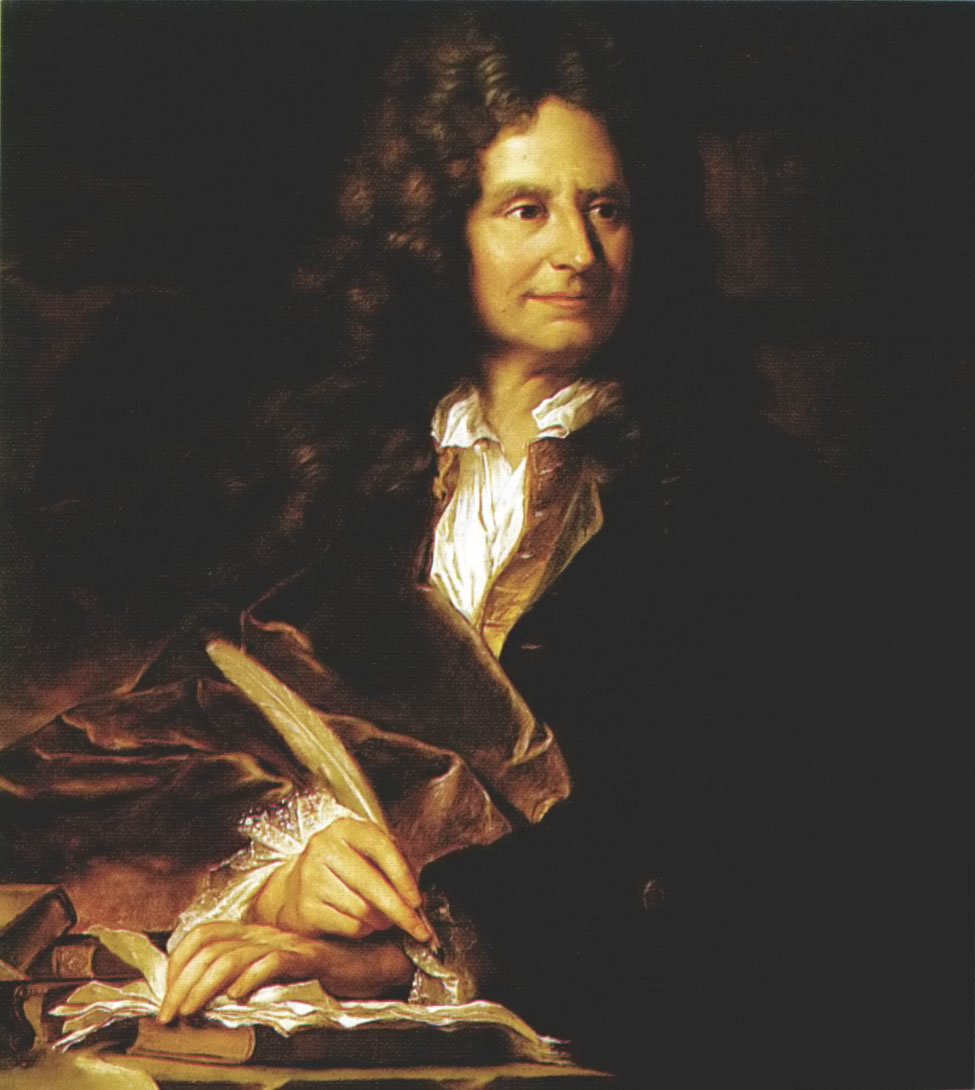
Nicolas Boileau